# Майдан-Сахновский
Майдан-Сахновский (укр. Майдан-Сахнівський) — село в Летичевском районе Хмельницкой области Украины.
Население по переписи 2001 года составляло 62 человека. Почтовый индекс — 31552. Телефонный код — 3857. Занимает площадь 0,603 км². Код КОАТУУ — 6823085003.

## Местный совет
31552, Хмельницкая обл., Летичевский р-н, с. Сахны, ул. Центральная, 33